# Saint Catherine (Somerset)
St Catherine è un paese del Somerset, in Inghilterra.
La chiesa di Santa Caterina risale al XII secolo ed è compresa nel complesso cinquecentesco di St Catherine's Court.